# 부산 생곡동 가달 고분군
부산 생곡동 가달고분군(釜山 生谷洞 加達古墳群)은 부산광역시 강서구 생곡동에 있는 고분군이다. 1996년 5월 25일 부산광역시의 기념물 제43호 생곡동가달고분군으로 지정되었다가, 2014년 9월 3일 생곡동 가달고분군으로 명칭이 변경되었다.

## 개요
삼국시대 집단 무덤유적 중 가장 남쪽에 위치하고 있는 김해지역 무덤들이다.
구릉의 정상부와 남쪽사면에는 돌덧널무덤(석곽묘)이, 동·북쪽사면에는 덧널무덤(목곽묘)이 있으며 총 26기가 확인되었다. 대부분의 무덤이 도굴되었으나 비교적 많은 유물이 출토되었다. 철기류는 철도끼·철낫·철투갑창·철손칼·철화살촉이 출토되었다. 특히 15호 무덤에서 무구류와 함께 철제 낚시바늘과 작살이 나왔는데, 우리나라 삼국시대 유적에서 보기 드문 특이한 예이다.
토기류는 다양하게 발견되는데 특히 경주지역에서는 보이지 않고 부산·김해지역에서만 한정된 시기에 나타나는 독특한 굽다리접시(고배) 형식인 뚜껑있는 고배가 출토되었다.
채집된 자료와 유물로 보아 덧널무덤(목곽묘)은 4∼5세기대, 구덩식돌덧널무덤(수혈식석곽묘)는 5세기 후반에서 6세기 전반으로 추정되며 중·소형 무덤들이 비교적 오랜기간에 걸쳐 형성된 유적이다.

## 참고 자료
- 부산 생곡동 가달고분군 - 국가유산청 국가유산포털